# 釋宣化
釋宣化（1918年4月26日—1995年6月7日），俗名白玉書，又名玉禧，現代佛教僧人。信眾尊稱他為宣化上人。上人出家时本名“安慈”，字“度轮”。后来虚云法师传授法脉给他，赐法号“宣化”，上人是中国禅宗沩仰宗第九代传人，摩诃迦叶初祖传承之第四十五代。上人出生于吉林省雙城縣（現今黑龍江省五常市）。他在美國加州尤奇亞創立萬佛聖城，翻译佛经为西方语言，弘扬佛法。他是将佛教传入西方国家的先驱者之一，對於佛教在北美的傳播弘扬有巨大貢獻，他在世界各地（如台灣佛教界）擁有許多信眾。

## 生平
1918年4月26日，宣化上人出生于吉林省双城县（今黑龍江省五常市），父亲白富海，一生勤俭治家，以务农为业。母白太夫人胡氏，生前茹素念佛，数十年如一日。生宣化上人时，胡氏梦见阿弥陀佛大放光明。
11岁时，宣化上人看到邻居家的婴儿突然死亡，于是对生死轮回心生顿悟。
12岁时，宣化上人闻知常仁大师的事迹，心生仰慕，决心效仿，因为人至孝，被人称为“白孝子”。
15岁时，宣化上人拜常智老和尚为师，学习四书五经、诸子百家、医卜星相等，他一边学习一边参加慈善事业，同時還创建了义务学校。
19岁时，宣化上人的母亲逝世，结庐于母亲墓旁，期间礼请三缘寺上常下智老和尚为剃度师，法名安慈，遂披缁守于母墓旁。守孝期间，发“十八大愿”，拜华严、礼净忏、修禅定、习教观、日一食、夜不卧，功夫日纯，得乡里人民之爱戴礼敬。一日打坐，见六祖慧能大师至茅棚，告诉他说：“将来你会到西方，所遇之人无量无边，教化众生如恒河沙，不可悉数，此是西方佛法崛起之征象。”说完后，忽而不见。守孝期满，他隐居于长白山支脉弥陀洞，潜心修行。后回三缘寺，任首座。
1946年，宣化上人前往参拜释虚云。
1947年，宣化上人在普陀山受具足戒。
1948年，宣化上人去广州曹溪南华寺，拜师于释虚云。虚云法师传授法脉给上人，赐法号“宣化”（上人出家时本名安慈，字度轮），成为沩仰宗第九代传人、摩诃迦叶初祖传承的第四十五代。
1949年到1961年，宣化上人在香港、泰国、缅甸等地弘扬佛法。阐扬禅、教、律、密、净五宗并重，打破门户之见。并重建古刹、印经造像，成立西乐园寺、慈兴禅寺、佛教讲堂。

1959年，宣化上人派弟子在美国成立了中美佛教总会，后改为法界佛教总会。

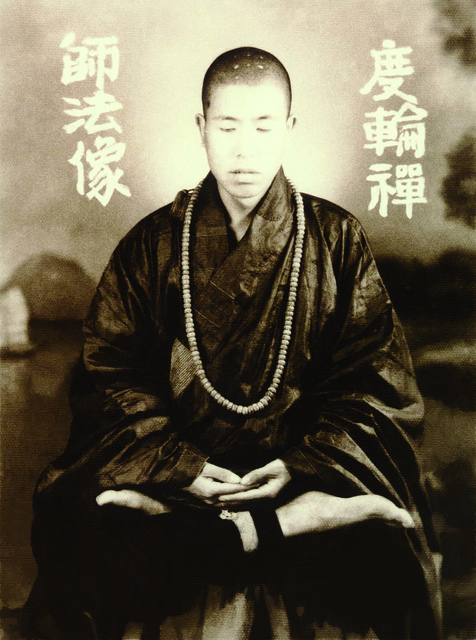
1953年，宣化上人在香港。

1962年，宣化上人来美国弘法，后成立四大道场。在三藩市有金山禅寺，在洛杉矶有金轮寺，在万佛圣城有如来寺，在西雅图有菩提达摩中心。为培养弘法的人才，特在万佛圣城设立法界大学、培德中学、育良小学。为使佛经流通于全世界，故在万佛圣城成立国际译经学院。
1995年，宣化上人在美国加州洛杉矶圆寂。

## 重要事迹

### 虚云授记
宣化法师师承民国高僧釋虛雲大和尚。宣化上人於1947年在普陀山受具足戒，次年回上海，取道杭州，南下广东南华寺，参礼虚云老和尚。
据传说，虚云老和尚看到宣化上人时笑着说「如是，如是」，被看作是虚云法师授记宣化上人开悟或是圣人再来。後来，虚云法师就将禅宗沩仰宗的法脉传予宣化上人，赐名「宣化」，宣化上人成为释迦牟尼佛传承的第四十六代、禅宗沩仰宗的第九代传人。宣化上人成为虚云老和尚的十大弟子之一（观本法师，灵源和尚，本焕和尚，佛源和尚， 圣一和尚，宣化和尚，传印和尚，一诚和尚， 净慧法师，具行禅师）。

### 万佛圣城

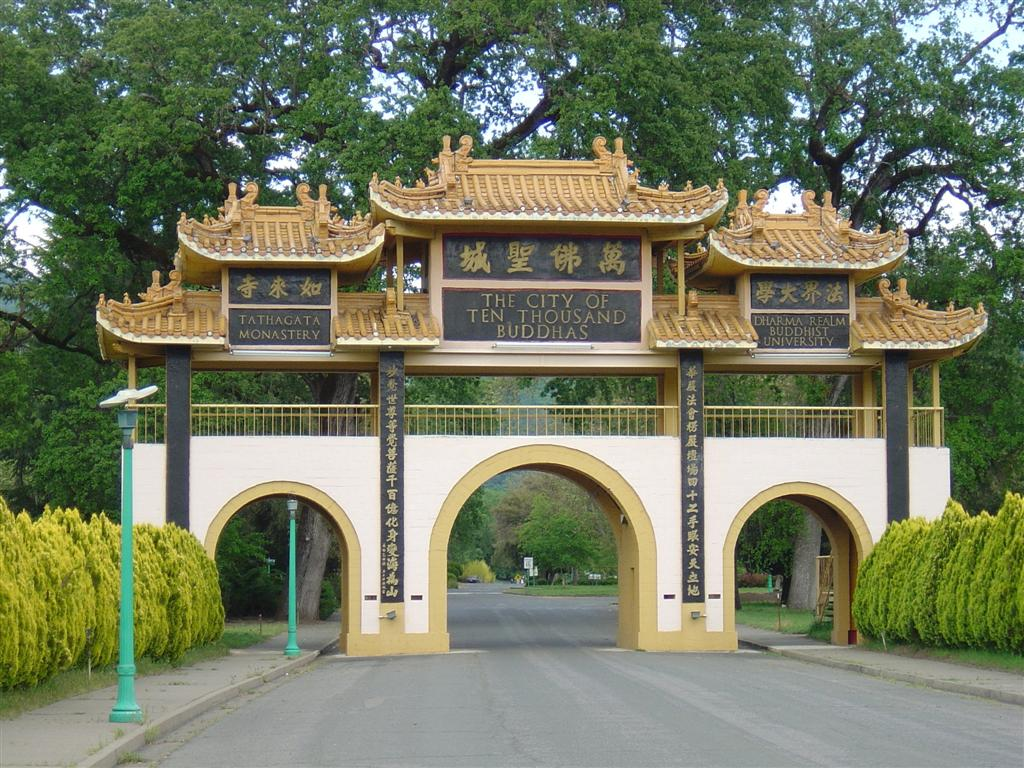
万佛圣城：宣化上人建造的国际佛教寺院和佛学中心

宣化上人出家时發下三大愿：一、在佛教里办教育，二、翻译经典，三、在美国建立佛教基础。
宣化上人赴美之後，在美国弘法，并创建了北美佛教总会。於1974年，上人组织买下三藩市北边约110英里門多西諾縣塔爾梅奇内一处废弃的疗养院（由于大干旱缺水）及周边土地，占地四百八十八英亩 。上人买下它后，找到充足水源，将其改造为万佛城，城中设立育良小学、培德中学、法界佛教大学、寺院、素斋餐馆等，并将北美佛教总会改名为法界佛教总会，其基地落地於此。
万佛圣城经过经营，成为美国汉传佛教的中心。同时，万佛城中提倡法法平等，禅、净、密、律、教五宗均有修持传扬。宣化苦行苦修的风格深深影响了万佛圣城。他曾批评中国的汉传佛教已经病入膏肓，只能通过在美国建立枢纽弘扬汉传佛教。宣化身体力行精勤持戒、夜不倒单、袈裟不离身、时时念佛，并培养出美国高足恒实法师，对在美传扬汉传佛教具有无量的贡献。

### 成立譯經學院
宣化上人發願將三藏十二部皆譯成西方文字語言，流通全世界。故於一九七三年，在三藩市華盛頓街成立國際譯經學院，將佛教經論與他個人所講的語錄譯成英文及其他語言。該院於一九七七年，合併於法界佛教大學內，成為譯經學院 （页面存档备份，存于）。 
现已有百余种经译为外文。佛经译为英文是最多的。另有西班牙文、越南文等译本，预计将全部《大藏经》译成各国文字。 其中一著名英譯經典翻译自《大佛頂首楞嚴經》，英譯出版，名為“The Shurangama Sutra" , Vol.1-8, by Buddhist Text Translation Society Staff (Author), Hsuan Hua (Translator)

### 示寂
上人在1995年6月7日圆寂。圆寂后， 上人法体在万佛圣城荼毗，连续焚烧十小时后得各色舍利四千多颗。

## 思想
廣建道場，延攬人才

　　為實現三大願，上人希望所有道場皆堅守：
凍死不攀緣，餓死不化緣，窮死不求緣，

隨緣不變，不變隨緣，

抱定我們三大宗旨。

捨命為佛事，造命為本事，正命為僧事，

即事明理，明理即事，

推行祖師一脈心傳。

　　及六大宗旨：不爭、不貪、不求、不自私、不自利、不打妄語。亦遵守上人之規定：日中一食、衣不離體。日日講經說法，轉大法輪，普度一切眾生。
　　時值末法，世風險惡，本著法界佛教總會之宗旨，萬佛聖城設立全面性的佛學研究，及修行中心，為國際性之道場，門戶開放，無年齡、宗教、種族、國籍等分別。凡一切願致力於追求真理，利益人類，為社會、國家謀幸福之人士，皆歡迎至此，齊心努力研究，踏實修持學習，大家共同為拯救世界而努力。
上人非常重视道德教育。有一次，上人曾经在法国巴黎联合国文教处发表一篇有关教育方面演讲。上人说，我们要救世界，要救教育，要从中国文化中的八德──孝、悌、忠、信、礼、义、廉、耻──来救人的本性、救人的灵魂、救人的生命、救世界的教育。上人也说，要救整个世界、国家，就是要靠中华固有文化。所以中国人不要太吝啬，应该自己弘扬起来，再去帮助其它民族，整个世界才会好。事实上，敢讲“以中国文化来救世界”的人不多。。

## 评价
- 聖嚴法師曾經評價説宣化法师是「世界级的高僧」、「有意无意表现神异」、「特立独行的头陀风格」、「异於常人的行仪标准」[6]。
- 聖嚴法師曾經提到宣化法师风格迥异，对戒律守持的要求几近严苛，故此部分法师与他不甚往来[6]。
- 宣化法师早年遍学中国传统文化。宣化法师性格豪放，讲法时偶有常人认为不合理之处[8]，对在末法时代示现神通也不排斥，因此有时不被部分佛教徒所理解，致使对他的评价也时见异论。
- 如历代高僧一样翻译佛教，广传佛法，特别是把佛法传入他方国土（唐玄奘、鉴真和尚等）。宣化上人被認為是在汉传佛法传入西方国家的方面上作出极大贡献的法师。

## 爭議

### 引述偽史學書籍《廣弘明集》
宣化上人曾於一九七四年在美國加州三藩市 金山聖寺講解漢傳佛教典籍《佛説四十二章經》時提及漢明帝統治時期佛道兩教鬥法一事，但此事被一些宗教史學家認為是古時的一些佛敎徒杜撰出來的故事並被後世的漢傳佛教僧伽記載於《廣弘明集》等一些書籍上。然而，一些佛教徒聲稱佛教讲求戒律，不妄语是最基本五戒中一条，故此古時佛教高僧，不太可能为弘法一事而説出妄语，佛教初来中華传法，有阻力是肯定的，但事实是当时皇帝等人大力支持，促使佛教落地生根、发芽开花结果。可是有研究者認為道教也宣稱其重視誠信等美德，故按照同樣的理則，如果這件事情真的曾經發生，道教徒也不太可能會試圖掩蓋真相等等。此外，有研究者認為這個説法選擇性地無視某些證據，而且忽視了所謂的「神聖欺騙」背後的心態，這些研究者認為在古時許多宗教之間的鬥爭中，常會出現使用偽造教典等手段來試圖貶損對方這種情況，舉例來説，有學者聲稱佛教徒及道教徒在佛教最初傳入中華時都曾利用老子化胡説來試圖加強自身的勢力。

### 疑似宣揚離蘊我論
宣化上人在講解《佛説四十二章經》時曾經使用靈魂及靈性這些術語，他宣稱人的魂靈如果已經升上天庭，便被稱為靈神，如果做鬼，便被稱為中陰身，但佛教傳統上因認可無我論一事而否定靈魂及靈性的存在性，而且其認為作為輪迴的主體的識不等於人們平日所説的靈魄，其也認為就算是神識，也不是能夠永遠保持同一性的識神，根據《中阿含經》的相關記載，釋尊本人曾經否認神識在輪迴中是始終如一的。早期佛教認為香陰是會入胎的命暖，部派佛教教內的赤銅鍱部認為精識是有分識，大乘佛教教內的瑜伽行唯識派則認為識精是第八識，並且認為普羅在投胎之前，其中陰身會遊蕩於世上，而且根據各部教典上的內容，中陰的壽命是有盡頭的，它在一段時間過去之後便會消失，中有身所代表的中蘊本身也不是一直存在的，中陰是在普羅去世之後才會化生的，故此中蘊不是常住不變的離藴我。認為凡人的肉軀中有一能夠通過六根來攀緣外境的心魂的教派被斥為一識外道。